# Ultimo (nome)
Ultimo  è un nome proprio di persona italiano maschile.

## Varianti
- Maschili: Ultimio[1]
  - Alterati: Ultimino[1][2]
- Femminili: Ultima[1][2], Ultimia[1]
  - Alterati: Ultimina[1]

## Origine e diffusione
Nome di scarsa diffusione, basato sull'aggettivo italiano "ultimo"; viene tradizionalmente dato per esprimere il proposito o la speranza di non avere più altri figli (di solito, perché se ne hanno già tanti). 
È caratteristico dell'Emilia, della Romagna, della Toscana e della Lombardia.

## Onomastico
Il nome è adespota, non essendoci santi chiamati così. L'onomastico può essere festeggiato il 1º novembre per la festa di Ognissanti.

## Persone
- Ultimo Rodini, calciatore italiano